# Liste von Verschwörungstheorien
Diese Liste von Verschwörungstheorien zählt Verschwörungstheorien sowie Verschwörungsideologien der letzten Jahrhunderte auf. Sie beinhaltet bestätigte und widerlegte, aber auch noch unklare Theorien und Ideologien, die religiöse, politische, kulturelle oder alltagskulturell motivierte Verschwörungen behandeln. Sie erhebt keinen Anspruch auf Vollständigkeit.

## 12. Jahrhundert
| Name              | Erläuterung |
| ----------------- | --- |
| Ritualmordlegende | 1144 wird erstmals behauptet, Juden hätten ein christliches Kind entführt, um es am Pessachfest in einem geheimen Ritual zu ermorden. |

## 14. Jahrhundert
| Name              | Erläuterung |
| ----------------- | --- |
| Brunnenvergiftung | Besonders während der großen Pestepidemien im 14. Jahrhundert wurde sozialen Randgruppen, meistens den Juden, vorgeworfen, sie hätten durch die Vergiftung der öffentlichen Brunnen die Seuche verursacht, um die Christenheit zu vernichten. |

## 15. Jahrhundert
| Name       | Erläuterung |
| ---------- | --- |
| Hexenlehre | Der Volksglaube, dass Naturkatastrophen und Krankheiten in Wirklichkeit von Schadenzauberern (Hexen) verursacht seien, wurde im 15. Jahrhundert von Theologen aufgenommen und zur Vorstellung einer geheimen Hexensekte im Bund mit dem Teufel ausgebaut, was jahrhundertelang Verfolgungen angeblicher Hexen zur Folge hatte. |

## 16. Jahrhundert
| Name                | Erläuterung                                                                                     |
| ------------------- | ----------------------------------------------------------------------------------------------- |
| Exeter-Verschwörung | König Heinrich VIII. sollte angeblich ermordet werden, um die Reformation rückgängig zu machen. |

## 17. Jahrhundert
| Name                      | Erläuterung |
| ------------------------- | --- |
| Papisten-Verschwörung     | Katholiken wollten angeblich König Karl II. ermorden. |
| Fälschung antiker Quellen | Jean Hardouin veröffentlichte 1693 die These, dass um 1300 unter Führung des Benediktinerordens die Fälschung antiker sowie frühchristlicher Texte vorgenommen worden sei. |

## 18. Jahrhundert
| Name                        | Erläuterung                                                                              |
| --------------------------- | ---------------------------------------------------------------------------------------- |
| Mann mit der eisernen Maske | Person aus dem Umfeld des Königs Ludwig XIV.                                             |
| Mozart-Verschwörung         | Der Komponist Wolfgang Amadeus Mozart ist angeblich von den Freimaurern ermordet worden. |

## 19. Jahrhundert
| Name                                     | Erläuterung |
| ---------------------------------------- | --- |
| Dunkelgräfin                             | Bei den geheimnisvollen Bewohnern des Schlosses Eishausen handelte es sich angeblich unter anderem um die Tochter des hingerichteten französischen Königs Ludwig XVI.                                                   |
| Flat-Earth-Society-These                 | Die These der Flat Earth Society propagiert bis heute, die Erde sei eine Scheibe. |
| Kaspar-Hauser-Gerücht                    | Das Findelkind Kaspar Hauser sei der 1812 geborene Erbprinz vom Großherzogtum Baden gewesen. |
| Weltjudentum                             | Juden wollen angeblich die Weltherrschaft an sich reißen. |
| Verschwörung der Bahai                   | Bahai wollen als Zionisten oder Spione wahlweise den Staat Iran oder den gesamten Islam vernichten. |
| Verschwörungstheorien um Jack the Ripper | Die Suche nach der echten Identität von Jack the Ripper ließ Spekulationen offen, so sei dieser beispielsweise ein geheimes Kind von Königin Viktoria.                                                                  |
| Taxil-Schwindel                          | Angebliche Augenzeugen berichteten von satanischen Riten der Freimaurer. |
| Know-Nothing-Party-Gerüchte              | Die katholische Einwanderung habe dem Papst dazu gedient, die Werte der Vereinigten Staaten zu unterminieren, damit eine päpstliche Armee in Amerika an Land gehen und in Cincinnati einen neuen Vatikan gründen könne. |

## 20. Jahrhundert
| Name                                                                           | Erläuterung |
| ------------------------------------------------------------------------------ | --- |
| Agententheorie                                                                 | Adolf Hitlers Handeln sei durch die Wirtschaft gelenkt worden. |
| AIDS-Leugnung                                                                  | Angeblich besteht kein kausaler Zusammenhang von HI-Viren und der Immunschwächekrankheit AIDS. |
| AIDS aus dem US-Labor                                                          | HIV soll von den USA entwickelt worden und ausgesetzt oder entkommen sein. |
| Amero                                                                          | Die Regierungen der Staaten Kanada, Vereinigten Staaten und Mexiko planen angeblich eine nordamerikanische Währungsunion. |
| Area 51                                                                        | Die Einrichtung beschäftige sich oder kommuniziere mit außerirdischen Lebensformen. |
| Ärzteverschwörung                                                              | Jüdische Mediziner der Sowjetunion planten angeblich Attentate auf hochrangige Vertreter ihres Landes; siehe auch Wurzelloser Kosmopolit. |
| Attentat auf Martin Luther King                                                | Das Attentat auf Martin Luther King sei von der US-amerikanischen Regierung ausgeführt oder geplant worden. |
| Bande-von-Nijvel-Verschwörung                                                  | Die von der Bande von Nijvel ausgeführten Angriffe seien ein herbeigeführter Präventivschlag gegen den Kommunismus in Westeuropa gewesen. |
| Barschel-Affäre                                                                | Der ehemalige Ministerpräsident Uwe Barschel wurde tot aufgefunden, nachdem er im Vorfeld einen gegenüber seinem Konkurrenten ungewöhnlich harten Wahlkampf geführt hatte. Bei unklarer Todesursache ist auch Fremdverschulden nicht ausgeschlossen, wobei es mehrere Spekulationen über einen Mord und dessen Hintergrund gibt.                                                                                     |
| Bilderberg-Konferenz                                                           | Die Teilnehmer der Bilderberg-Konferenz planen angeblich eine Weltdiktatur oder sind Drahtzieher geschichtsträchtiger Ereignisse, etwa des Irakkriegs. |
| Black-Knight-Verschwörung                                                      | Die US-amerikanische Regierung unterschlägt angeblich Fakten zu einem Alien-Satelliten. |
| Chemtrails                                                                     | Kondensstreifen enthalten angeblich Chemikalien, die sich auf die Bevölkerung auswirken. |
| Clinton body count                                                             | Bill und Hillary Clinton sollen angeblich für zahlreiche Morde verantwortlich sein. |
| Cliveden Set                                                                   | Der Landsitz von Nancy Astor sei die Brutstätte einer profaschistischen und antikommunistischen Verschwörung hinter der britischen Appeasement-Politik gewesen. |
| Chronologiekritik                                                              | Bestimmte Abschnitte der Geschichtsschreibung oder Zeitrechnung seien fehlerhaft bzw. absichtlich gefälscht worden (darunter das Erfundene Mittelalter). |
| Chronovisor                                                                    | Der Vatikan ist oder war angeblich im Besitz einer Zeitmaschine. |
| Dolchstoßlegende                                                               | Die Niederlage des deutschen Militärs im Ersten Weltkrieg sei durch oppositionelle Zivilisten verursacht worden. |
| Elvis lebt                                                                     | Elvis Presley sei 1977 nicht gestorben, sondern lebe im Verborgenen weiter. |
| Estonia-Verschwörung                                                           | Der Untergang der Fähre Estonia sei Resultat eines Attentates gewesen. |
| Gerücht von Orléans                                                            | In der französischen Stadt Orléans wurden angeblich 28 junge Frauen entführt und zur Prostitution gezwungen. |
| Die Glocke                                                                     | Die Nationalsozialisten sollen ein Antigravitationsgerät entwickelt haben, dessen Existenz geheim gehalten wird. |
| Großisrael-Verschwörung                                                        | Israel plane doktrinsgemäß eine Erweiterung der jüdischen Souveränität auf das gesamte Gebiet zwischen dem Mittelmeer und dem Fluss Jordan. |
| Großer Austausch                                                               | Ein Verschwörungsmythos der Neuen Rechten, demzufolge es einen geheimen Plan gebe, die weiße Bevölkerung Europas gegen muslimische oder außereuropäische Einwanderer auszutauschen. |
| GSG-9-Einsatz in Bad Kleinen                                                   | Der GSG-9-Einsatz in Bad Kleinen, bei dem der RAF-Terrorist Wolfgang Grams Suizid beging, bot Anlass für zahlreiche Verschwörungstheorien. Vor allem sei Grams absichtlich von den Behörden getötet worden. |
| HAARP-Verschwörung                                                             | Das US-amerikanische Forschungsprogramm HAARP soll für Gedankenmanipulation oder zur künstlichen Herbeiführung von Naturkatastrophen eingesetzt worden sein. |
| Tod von Hitler                                                                 | Hitler und seine Frau sollen am Kriegsende in einem U-Boot (z. B. U 977 oder U 530) nach Argentinien geflüchtet sein und dort, in den Anden versteckt, bis zu ihrem natürlichen Tod gelebt haben. |
| Holocaustleugnung                                                              | Den Holocaust der Nationalsozialisten habe es nie gegeben. |
| Itavia-Flug-870-Verschwörung                                                   | Das Flugzeug wurde von französischen oder US-amerikanischen Flugzeugen abgeschossen, alle Insassen starben. Die unbekannten Angreifer gingen angeblich davon aus, dass es sich bei der Maschine um ein Flugzeug handelt, in dem Muammar al-Gaddafi saß. |
| Jamantau-Theorie                                                               | Der russische Berg Jamantau soll einen gigantischen unterirdischen Komplex beherbergen, der militärisch genutzt wird. |
| Attentat auf John F. Kennedy                                                   | Das Attentat sei nicht das Werk eines Einzeltäters, sondern einer Verschwörung, als deren Drahtzieher je nachdem die Mafia, die CIA oder Fidel Castro postuliert werden. |
| Alternative Theorien zum Korean-Airlines-Flug 007                              | Ein Flugzeug, das versehentlich von der Sowjetunion abgeschossen wurde, wurde laut offiziellen Angaben als bedrohlich eingestuft. Theorien besagen, dass die Luftsicherung der Sowjetunion getestet werden sollte. Andere Vermutungen behaupten, es habe Überlebende gegeben, die heimlich inhaftiert worden seien.                                                                                                  |
| Leningrader Affäre                                                             | Anhänger der Leningrader Parteigliederung der KPdSU sollten in kriminelle Machenschaften involviert sein. |
| Tod von Johannes Paul I.                                                       | Johannes Paul I. sei vergiftet worden, da er interne Machenschaften im Vatikan habe aufdecken wollen. |
| Lusitania-Verschwörung                                                         | Die Versenkung des Schiffes durch ein deutsches U-Boot soll bewusst herbeigeführt worden sein, um gegenüber der US-Bevölkerung den Unmut gegen Deutschland zu schüren. |
| Majestic-12-Komitee                                                            | Das US-Geheimkomitee beschäftige sich mit dem Wirken von UFOs und Außerirdischen. |
| Massaker von Katyn                                                             | Nicht die sowjetische NKWD, sondern deutsche Soldaten der Wehrmacht hätten das Massaker von Katyn im April 1940 verübt, bei dem tausende polnische Offiziere erschossen wurden. |
| Men in Black                                                                   | Geheime, schwarz gekleidete US-Regierungsmitarbeiter sorgen angeblich dafür, dass mysteriöse Sichtungen keine Zeugenaussagen hervorbringen. |
| Metro 2                                                                        | Die Moskauer U-Bahn verfüge über ein weiteres geheimes, bis zu 150 Kilometer langes Zusatzsystem, das den Kreml mit strategisch wichtigen Punkten verbinden soll. |
| Verschwörungstheorien zur Mondlandung                                          | Die Mondlandungen zwischen 1969 und 1972 durch die NASA haben angeblich niemals stattgefunden und wurden lediglich vorgetäuscht. |
| Tod von Marilyn Monroe                                                         | Marilyn Monroe soll durch einen US-amerikanischen Geheimdienst getötet worden sein, da sie eine Affäre mit John F. Kennedy hatte. |
| Montauk-Projekt                                                                | Im Montauk-Projekt habe das US-Militär versucht, zwischen 1970 und 1990 die Gedanken der Zivilisten zu steuern oder zu beeinflussen. |
| Neue Weltordnung                                                               | Geheime Gesellschaften versuchen angeblich, die Weltherrschaft an sich zu reißen. |
| ODESSA                                                                         | Nach dem Zweiten Weltkrieg hat es verschiedene „Rattenlinien“ gegeben, Netzwerke, über die flüchtige Nationalsozialisten Europa verlassen haben. Die Verschwörungstheorie besteht darin, eine zentrale Dachorganisation namens ODESSA habe solches zentral koordiniert. |
| Paul is dead                                                                   | Paul McCartney von The Beatles sei 1966 gestorben und danach durch einen Doppelgänger ersetzt worden. |
| Angriff auf Pearl Harbor                                                       | Die US-Regierung oder das US-Militär wussten angeblich von dem bevorstehenden Angriff auf Pearl Harbor, unternahmen jedoch nichts, um in der Öffentlichkeit einen Kriegsgrund anführen zu können. |
| Philadelphia-Experiment                                                        | Ein Experiment des US-Militärs führte angeblich dazu, ein Kriegsschiff verschwinden und an einen anderen Ort teleportieren zu lassen. |
| Protokolle der Weisen von Zion                                                 | Die Protokolle geben vor, geheime Dokumente jüdischer Weltverschwörer zu sein. |
| Reichsflugscheibe                                                              | Das Reich der Nationalsozialisten sei im Besitz eines futuristischen Fluggerätes gewesen. |
| Reichsbürgerbewegung                                                           | Das Deutsche Reich bestehe, anstelle der Bundesrepublik, staatsrechtlich bis heute fort, die Bundesrepublik Deutschland sei dagegen illegal. Eine kommissarische Reichsregierung übe Jurisdiktion über das Deutsche Reich in den Grenzen von 1937 aus. |
| Reptiloide                                                                     | Reptiloide seien menschenähnliche intelligente Wesen, die von Reptilien oder reptilienartigen Außerirdischen abstammen. Sie hätten die Erde unterwandert und seien Teil einer geheimen pyramidenartigen Organisationsstruktur. |
| Rituelle-Gewalt-Mind-Control                                                   | Weltweit vernetzte satanistische Gruppen nutzen wiederholt sexuellen, physischen und emotionalen Missbrauch im Rahmen planmäßig und zielgerichteter Zeremonien, um Kinder zu programmieren, sodass diese unter ihrer Bewusstseinskontrolle stünden. Begründet wird die Wahrheit mit der tatsächlichen Existenz von Sekten, organisiertem Kindesmissbrauch und Konditionierung sowie Dissoziativer Identitätsstörung. |
| Roswell-Zwischenfall                                                           | In Roswell (New Mexico) sei ein UFO abgestürzt. |
| Schwarzer Wolga                                                                | Zwischen 1960 und 1980 sollen Insassen eines schwarzen Autos der Marke Wolga Kinder verschleppt und gequält haben, nachdem diese nach der Uhrzeit gefragt wurden. |
| Kontroverse um das Siegel der Vereinigten Staaten                              | Das Siegel nehme Bezug auf den Illuminatenorden. |
| Verschwörung um den Mord an Robert F. Kennedy                                  | Der Mord an dem US-Senator Robert F. Kennedy weise Ungereimtheiten in Bezug auf den mutmaßlichen Täter Sirhan Sirhan auf. |
| Unterstützung der Bolschewiki durch die Wirtschaft des Deutschen Kaiserreiches | Die Sisson-Dokumente belegen angeblich, dass das deutsche Kaiserreich russische Revolutionäre finanziell unterstützte. |
| Skull & Bones                                                                  | Diese Studentenverbindung beschäftige sich nicht nur mit Okkultismus und Satanismus, sondern habe auch Kontakte zur CIA. |
| Slawenlegende                                                                  | Slawen im Osten des heutigen Deutschlands waren ab dem Mittelalter angeblich Germanen, die sich gegen die Christianisierung entschieden. |
| Sonnentempler-Verschwörung                                                     | Die radikale Organisation der Sonnentempler wurde angeblich durch Rechtsextremisten unterwandert. |
| Tod von Lady Di                                                                | Der Unfall, der zum Tod Dianas führte, sei durch den Secret Intelligence Service (MI6) herbeigeführt worden. |
| Sprengstoffanschläge auf Wohnhäuser in Russland                                | Der Urheber der Sprengstoffanschläge ist ungeklärt und lässt Raum für Spekulationen. |
| Untergang der Titanic                                                          | Angeblich sank nicht die Titanic, sondern ihr Schwesterschiff Olympic. |
| Vril-Gesellschaft und Aldebaraner                                              | Die Vril-Gesellschaft sei mit übernatürlichen Methoden, die ihnen die Aldebaraner vermittelt hätten, in der Lage gewesen, den Nationalsozialismus aufleben zu lassen. |
| Feuer bei der Waco-Belagerung                                                  | Das FBI sei für ein Feuer verantwortlich, das sich im Rahmen einer Belagerung einer Branch-Davidians-Anlage entfachte. Durch das Feuer starb eine zweistellige Zahl an Menschen, darunter auch Kinder. |
| Tupac Shakurs Tod                                                              | Tupac Shakur soll von der US-Regierung getötet worden sein; alternativ sei sein Tod nur vorgetäuscht. |
| Zionist Occupied Government                                                    | Eine rechtsextreme Verschwörungstheorie besagt, dass alle wichtigen Stellen der Regierung mit Juden besetzt seien. |

## 21. Jahrhundert
| Name                                                   | Erläuterung |
| ------------------------------------------------------ | --- |
| 9/11-Verschwörungstheorien                             | Die Terroranschläge am 11. September 2001 sollen von US-amerikanischen Geheimdiensten entweder wissentlich zugelassen oder selbst ausgeführt worden sein. |
| Verschwörungstheorien zum Denver International Airport | Der Denver International Airport soll bei Ausruf einer neuen Weltordnung als deren zentraler Flughafen dienen. Als angeblicher Beleg dient unter anderem ein Gedenkstein einer nicht existenten New World Airport Commission. |
| Klimawandelleugnung                                    | Die gegenwärtig stattfindende globale Erwärmung sei nicht real, nicht menschengemacht oder zumindest nicht gefährlich. Sie sei z. B. von Wissenschaftlern mit politisch-finanziellen Motiven erfunden worden, um Forschungsgelder zu erhalten und weltweit den Sozialismus einzuführen. |
| MASCAL-Verschwörung                                    | Eine Übung unter dem Namen Project Mascal spielte im Jahr 2000 ein Unglück durch, bei dem ein Flugzeug in das Pentagon stürzt. Einer der Mitwirkenden habe danach bei American Airlines gearbeitet. |
| Verschwörungstheorien zu den Madrider Zuganschlägen    | Angeblich soll die baskische Terrororganisation ETA hinter den Anschlägen stecken. |
| Tod von Jörg Haider                                    | Der österreichische Politiker soll ermordet worden sein. |
| Flugunfall von Smolensk 2010                           | Der Flugunfall sei in Wirklichkeit ein politisches Attentat auf Lech Kaczynski gewesen. |
| Putschversuch in der Türkei 2016                       | Eine Theorie besagt, dass die Gülen-Bewegung und der Tiefe Staat den Putschversuch durchgeführt hätten. Eine andere Theorie besagt, dass der Putschversuch vom türkischen Staatspräsidenten Recep Tayyip Erdoğan inszeniert worden sei, um anschließend effektiv gegen politische Gegner vorgehen zu können. |
| Amoklauf an der Sandy Hook Elementary School           | Mehrere prominente Verschwörungstheoretiker behaupten, dass der Amoklauf an der Sandy Hook Elementary School nie stattgefunden habe, sondern inszeniert wurde, um die Waffengesetze zu verschärfen. |
| Pizzagate                                              | Unter dem Schlagwort „Pizzagate“ wurde im Jahr 2016 eine Falschmeldung auf 4chan und Reddit verbreitet, die im amerikanischen Präsidentschaftswahlkampf 2016 die Behauptung streute, im Keller einer Pizzeria in Washington, D.C. agiere ein Kinderpornoring, in den auch die Präsidentschaftskandidatin Hillary Clinton verwickelt sei.                                                                                                |
| QAnon                                                  | Pseudonym einer Person oder Personengruppe, die vorgibt, geheime Informationen über Donald Trumps Präsidentschaft zu verfügen sowie über dessen angeblichen Kampf gegen den „Deep State“. |
| Adrenochrom                                            | Anhänger der Adrenochrom-Verschwörung behaupten, dass satanistische Sekten Kinder entführen und diese foltern, um Adrenalin aus dem Blut der Kinder zu gewinnen. Getrunken soll das Stoffwechselprodukt dabei helfen, den menschlichen Alterungsprozess zu verlangsamen. Die Theorien stehen in Bezug zu den Verschwörungstheorien um Pizzagate und QAnon.                                                                              |
| Jeffrey Epsteins Suizid                                | Nach dem Tod Jeffrey Epsteins wurde die Verschwörungstheorie verbreitet, er habe sich in seiner Gefängniszelle nicht das Leben genommen, sondern sei im Auftrag ehemaliger Weggefährten wie Donald Trump oder Bill Clinton ermordet worden, um eine mögliche Aussage von ihm vor Gericht zu verhindern. |
| COVID-19                                               | Zur COVID-19-Pandemie existiert eine Vielzahl von Verschwörungstheorien, die auf Falschinformationen beruhen, wie beispielsweise, dass Bill Gates das Virus künstlich im Labor habe herstellen lassen, von den Impfungen gegen COVID-19 finanziell profitiere, mit ihnen Mikrochips implantieren lasse und damit die Weltherrschaft anstrebe.                                                                                           |
| Big Lie: „Gestohlene“ Wahl zum US-Präsidenten          | Schon weit im Vorfeld der Präsidentschaftswahl in den Vereinigten Staaten 2020 erhob der amtierende Präsident Trump Vorwürfe, die Wahl werde zu seinen Ungunsten manipuliert werden. Unter seinen Anhängern verbreitete sich nach der Wahl seines Kontrahenten Joe Biden die Ansicht, die Wahl sei dem angeblichen eigentlichen Sieger Trump „gestohlen“ worden, was unter anderem zum Sturm auf das Kapitol in Washington 2021 führte. |
| Attentat auf Donald Trump                              | Hinter dem Attentat des zu dem Zeitpunkt ehemaligen US-Präsidenten und Präsidentschaftskandidaten der Republikaner, für die US Wahl 2024 sollen Geheimdienste (CIA, MOSSAD) stehen. |
| Tod von Christian Pilnacek                             | Der österreichische Jurist soll ermordet worden sein. |